# Direct One (televízióadó)
A Direct One (ejtsd: dájrekt uan) az azonos nevű műholdas szolgáltató (a volt UPC Direct) tematikus csatornája. Tekintettel arra, hogy az operátor tulajdonosa a francia Canal+ médiaholding, így többnyire a társaság sorozatait tűzi műsorára. A csatorna Luxemburgba van bejegyezve és az RTL csatornáihoz hasonlóan magyar korhatár-karikákat használ. Műsorát 19:30 és 00:50 között sugározza.

## Jellemzés
A Canal+ Group globális audiovizuális médiacsoport vezető szerepet tölt be a prémium tartalomgyártásban, a tematikus és szabadon fogható csatornák üzemeltetésében, valamint a TV szolgáltatás terjesztésében Franciaorrszágban, és más főbb piacokon világszerte. A STUDIOCANAL a Canal+ Group leányvállalata, és vezető európai szereplője a játékfilmek és tévésorozatok gyártásának, forgalmazásának és nemzetközi értékesítésének. A cég számos nagy piacon aktív: Franciaországban, az Egyesült Királyságban, Németországban és Spanyolországban, valamint Ausztráliában és Új-Zélandon is jelen van.
A STUDIOCANAL évente mintegy 25 filmet finanszíroz és gyárt angol, francia, német, spanyol és további, európai nyelveken. Körülbelül 50 filmet forgalmaz évente, és a világ egyik legnagyobb filmkönyvtárát birtokolja, amely 60 országból közel 6000 címmel büszkélkedhet. A STUDIOCANAL filmtörténet közel 100 évet ölel fel, olyan alkotások köthetőek ide, mint az ikonikus Terminator 2, a Rambo, a Breathless, a Mulholland Drive, A zongorista és a Belle de jour filmek, valamint a Paddington animációs film.

A STUDIOCANAL emellett évente több, mint 200 órányi tévésorozatot gyárt, forgatókönyvei és a Canal+ Création Originale globális terjesztése révén pedig a nemzetközi piacon is meghatározó szereplő.
– a csatorna kommünikéjéből

## Sorozatok
| Cím               | Évad | Premier időpontja    |
| ----------------- | ---- | -------------------- |
| Baron Noir        | 1.   | 2021. július 12.     |
| Baron Noir        | 2.   |                      |
| Baron Noir        | 3.   |                      |
| Zero Zero Zero    | 1.   | 2021. szeptember 23. |
| Szélhámos páros   | 1.   |                      |
| Kemény leckék     | 1.   |                      |
| Nox               | 1.   |                      |
| Az ötödik         | 1.   |                      |
| Paris Police 1900 | 1.   | 2021. október 11.    |
| Moscow Noir       | 1.   |                      |